# Juan Pérez de Betolaza
Juan Pérez de Betolaza, traductor español de origen vasco. 

## Introducción
Nació en el pueblo de Betolatza y tradujo la primera doctrina que se conserva en euskera por encargo del cardenal de Calahorra, Pedro Manso Zúñiga, reeditándose varias veces después de la muerte del autor en 1600, gracias a lo cual se conservan ejemplares. 
Su título es Doctrina Christiana en romance y vascuence, y la importancia, más que literaria (solo tiene una poesía original) es lingüística, ya que es el primer testimonio que existe del dialecto occidental, o dialecto vizcaíno (a pesar del claro influjo del dialecto alavés, ya que él era natural de Álava). Es una traducción de la edición princeps del catecismo de Jerónimo de Ripalda.
Koldo Mitxelena recuperó esta traducción debido a su gran interés lingüístico, pues el autor había nacido en Álava y la obra fue publicada en el entonces Señorío de Vizcaya.

## Extractos de su obra

### El Pater Noster en Basquence
«AYTA gurea,
Ceruetan çagoçana.
Sâtificadua Içandila çure içena
Etorrividi
gugana çure Ereynua
Eguinvidi çure borondatea,
nolan Ceruan, alan lurrean
emon eguiguçu egunean
eguneango gure oguia
da parcatu
eguiguçuz
gure pecatuac,
guc gueure çordunay
parquetan deustegunaleguez
da echiezeyguçu
jausten tentaciñoan,
baya libradu guaiguiçuz
gach gustiric. Amen Iesus.»